# مقبرة

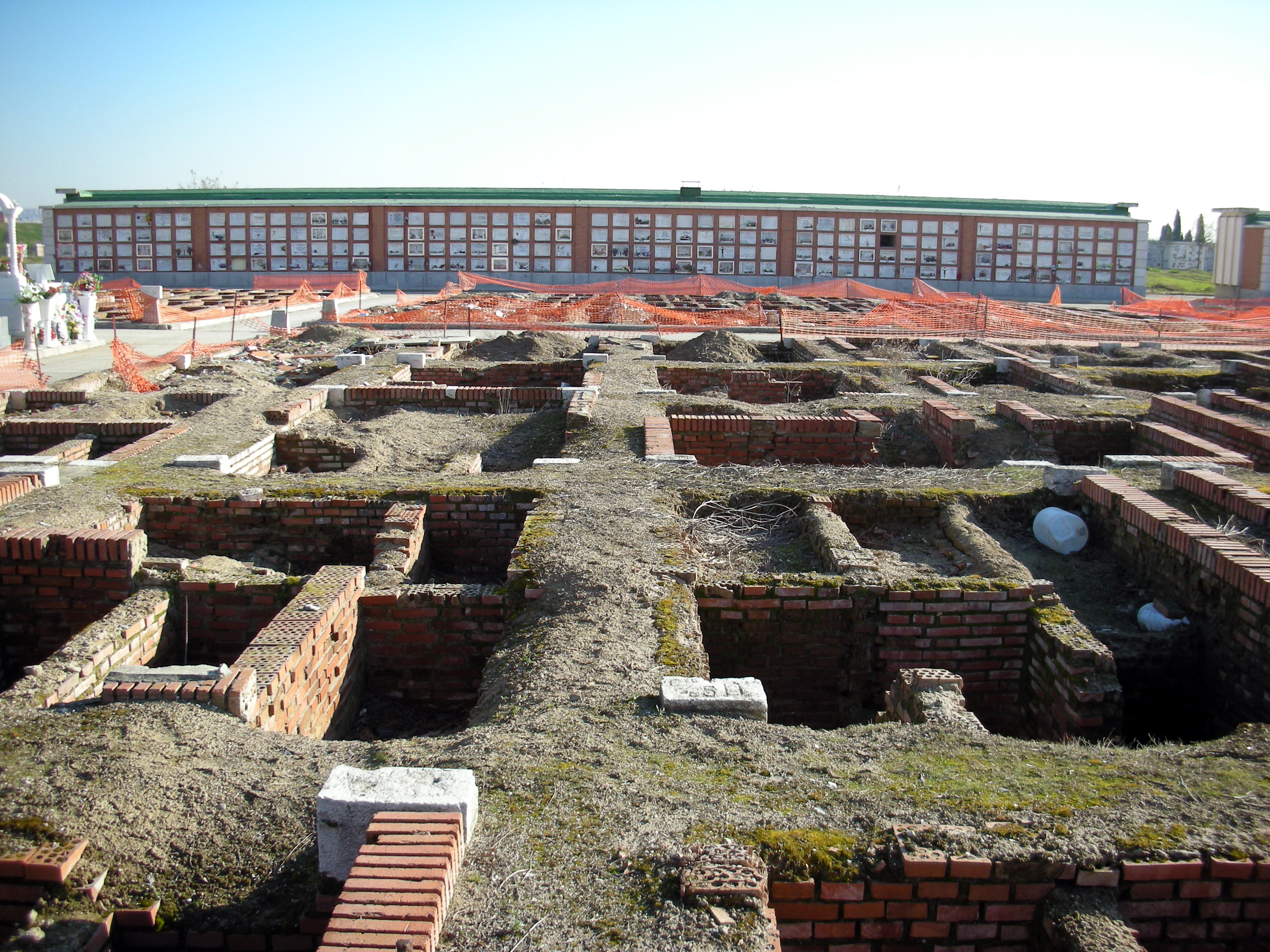
حفريات مقبرة أثرية في مدريد بإسبانيا

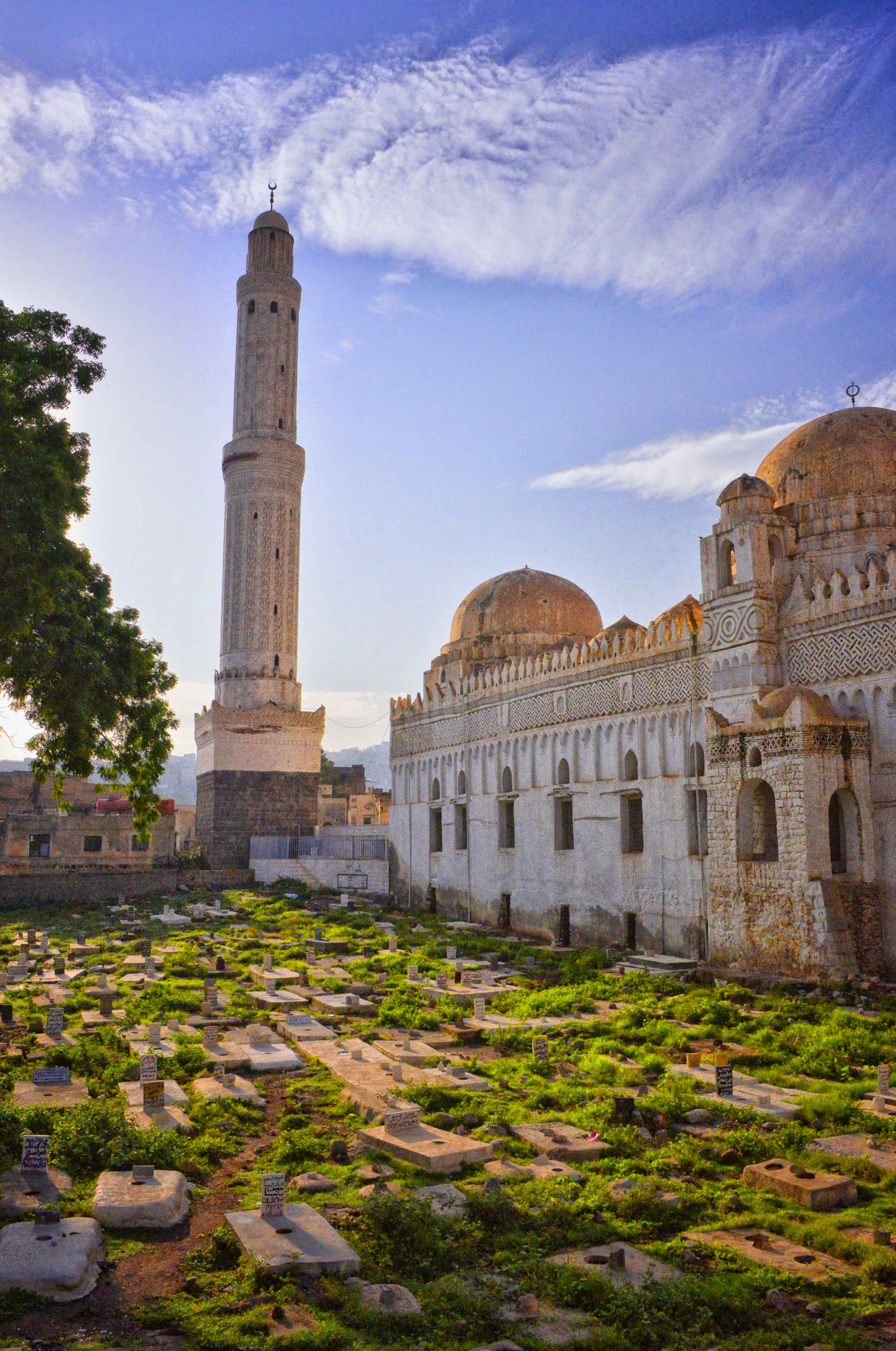
مقبرة يمنية

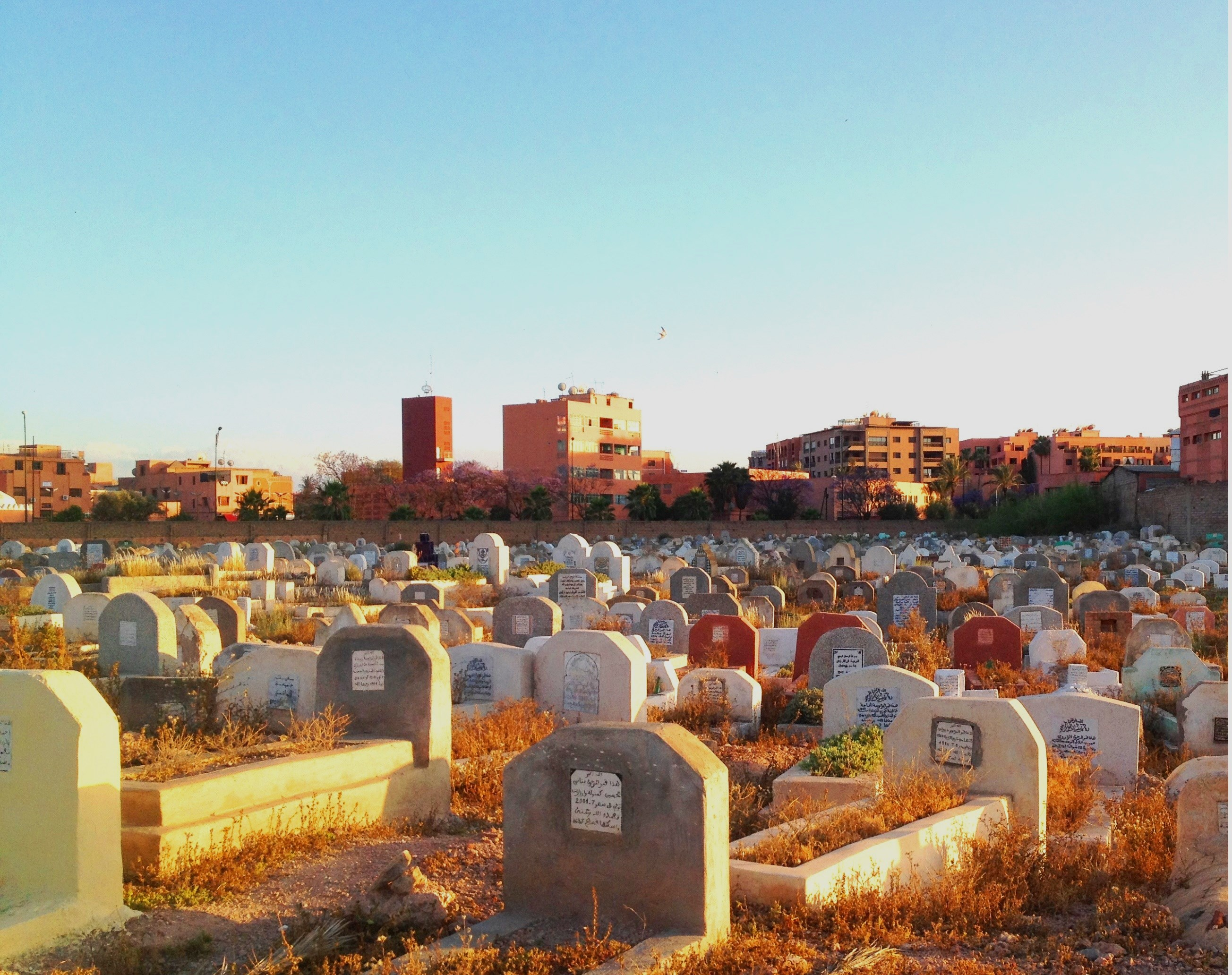
مقبرة للمسلمين بالمغرب في وقت الغروب

المَقْبَرة أو الجَبَّانة أو القَرافة أو المَدفن أو التربة هي مكان يدفن به الأموات سواء بشكل فردي أو جماعي و كانت بعض الحضارات تغالي في تزيين مقابر الملوك كما كان يصنع المصريون القدماء مثل مقبرة توت عنخ آمون، وأكبرها هي الأهرامات الموجودة في بقاع عديدة من العالم. و لا تقتصر المقابر على الاستخدام الآدمي فقط بل تتخذ بعض الحيوانات المقابر لأنفسها كما تفعل الأفيال.
والمسبلة هي التي اعتاد الناس الدفن فيها ولم يسبق لأحد تملكها، والموقوفة هي ما وقفها مالك بصيغة الوقف كقرافة مصر التي وقفها عمر بن الخطاب.

## أول المقابر

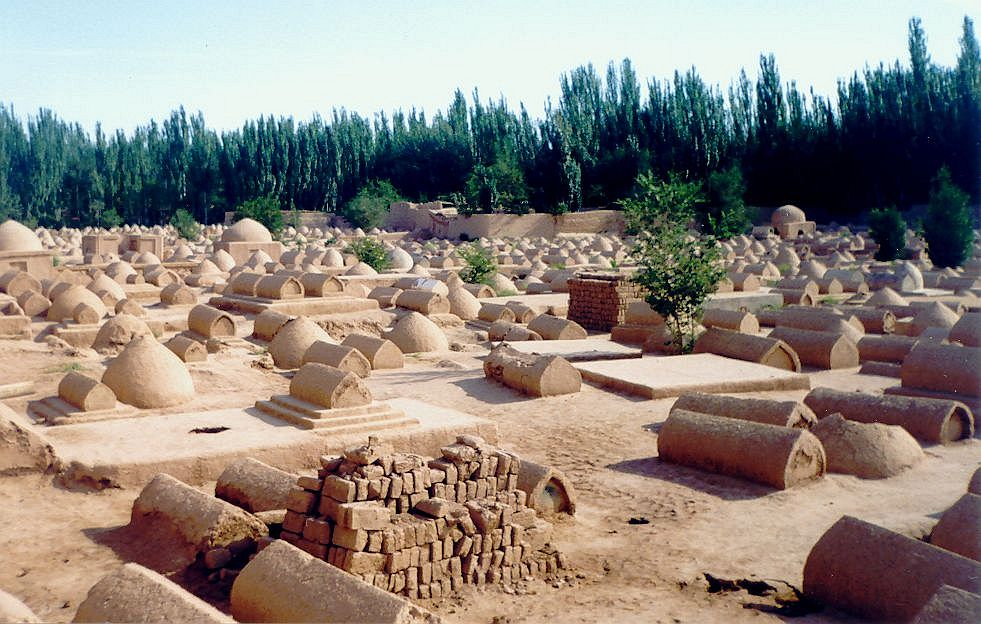
مقبرة في قشغر بالصين

راجع: مقبرة ذات ممرات

## أنواع المقابر
- مقبرة المسلمين.

## أشهر المقابر

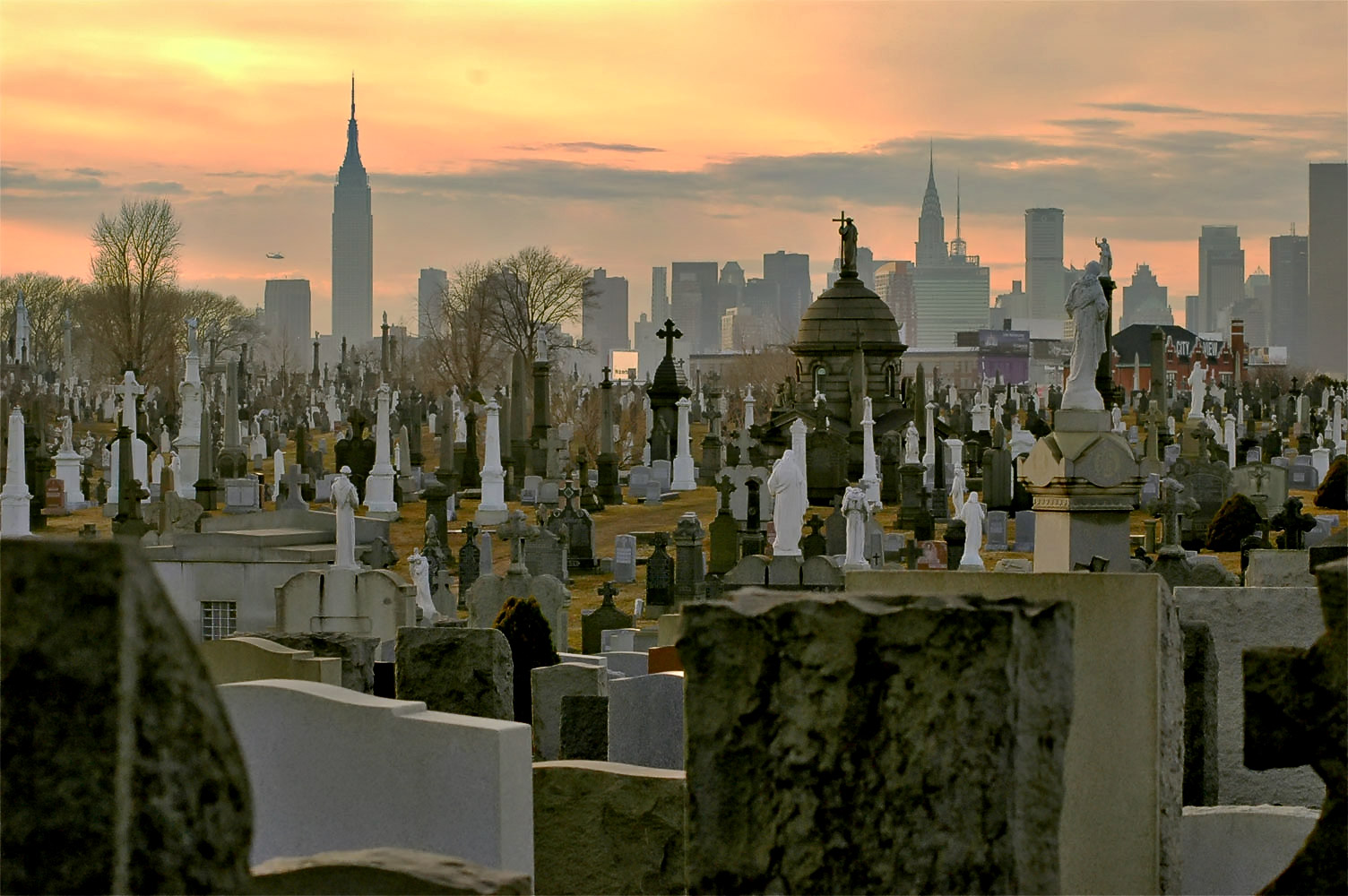
مقبرة في كوينز نيويورك

### مصر
- الأهرامات في مصر وغيرها من الدول من أقدم أشكال المقابر حول العالم.
- مقابر كوم الشقافة بالإسكندرية بمصر هي مقابر أثرية اكتشفت عام 1900م.
- مقابر العلمين هي المقابر التي دفن فيها جنود الحلفاء في العلمين بالساحل الشمالي في مصر.
- مقابر العمود هي مقابر مسلمين بمدينة الإسكندرية.

### العراق

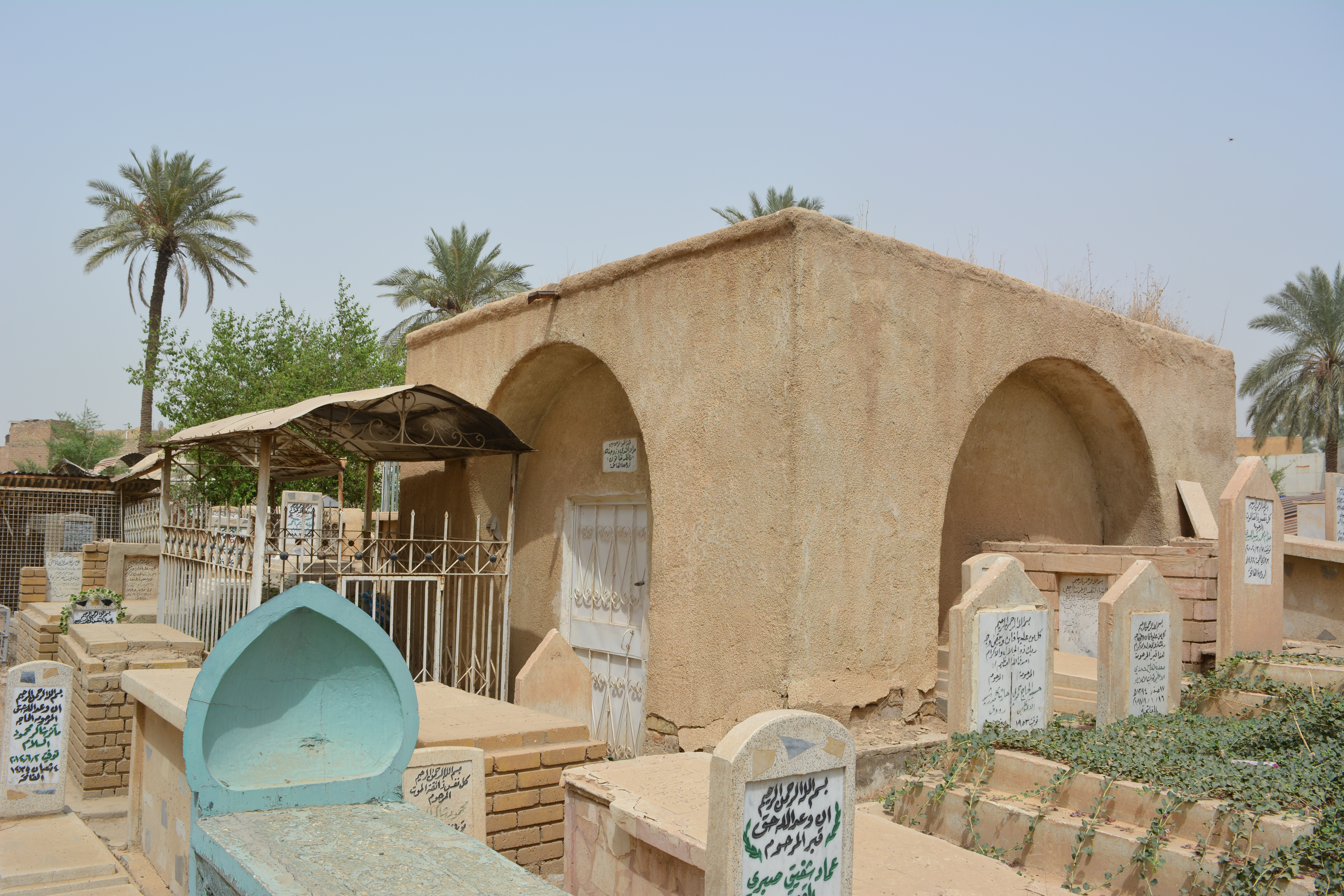
قبر مراد أفندي ونائلة خاتون في مقبرة الخيزران في بغداد

- مقبرة الخيزران التي تقع في الأعظمية وسميت على اسم والدة هارون الرشيد الخيزران بنت عطاء.[2]
- مقبرة وادي السلام تقع في محافظة النجف، تعد أكبر مقبرة في العالم، وتضم أكثر من سبعة ملايين قبر.

### السعودية

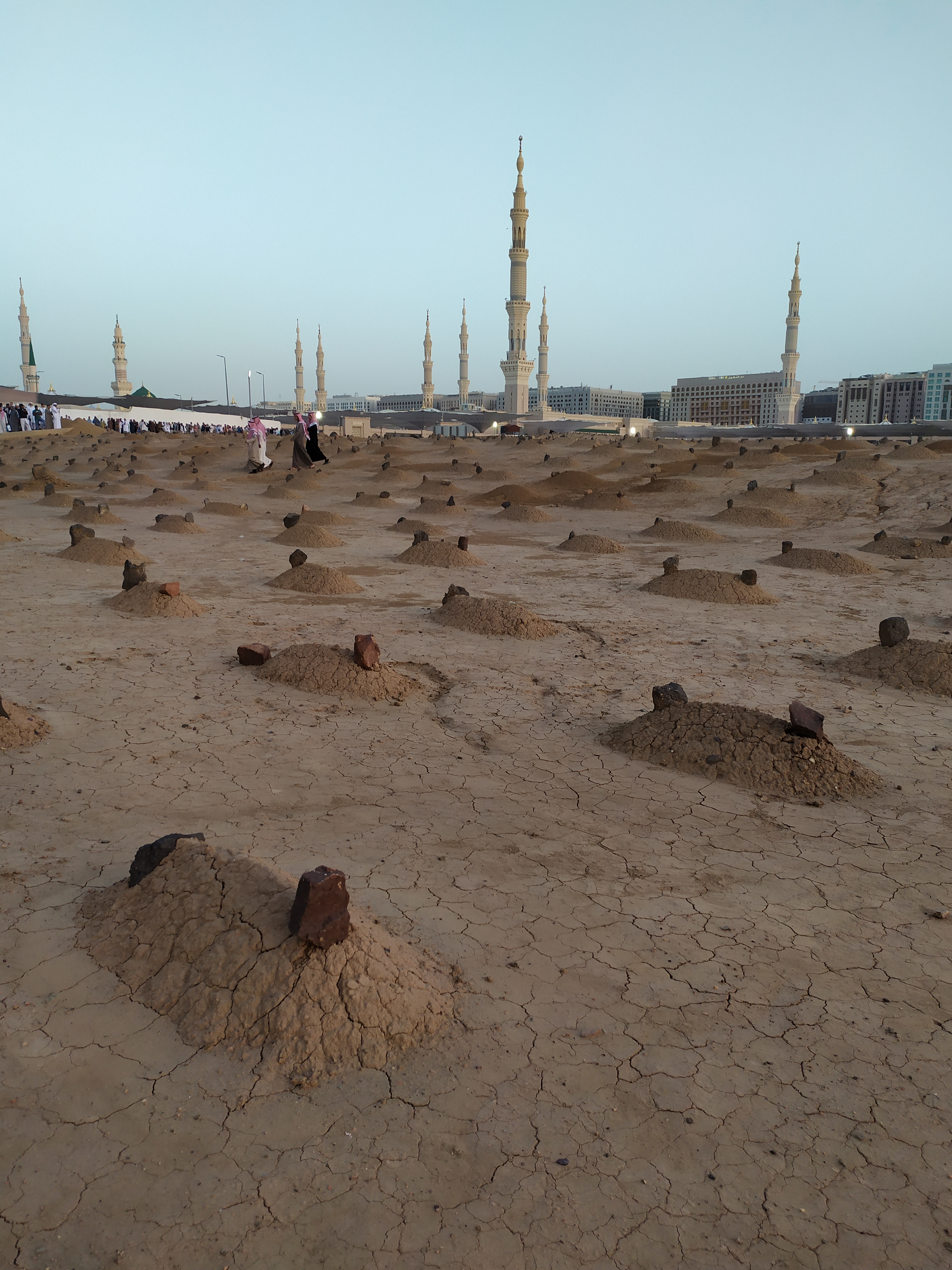
مقبرة البقيع في المدينة المنورة ،حيث تضم رفات عدد كبير من الصحابة

- مقبرة البقيع في المدينة المنورة ،حيث تضم رفات عدد كبير من الصحابة البقيع مقبرة المدينة المنورة منذ عهد النبي محمد، دفن فيها الحسن وعثمان وفاطمة الزهراء، وبعض أزواج رسول الله وكثير من الصحابة.

### سورية
- مقبرة الكثيب في حمص تضم رفاة العديد من الصحابة.

### المغرب
- ضريح محمد الخامس حسان الرباط

يدفن فيها أفراد الأسرة العلوية في مقبرة الشهداء في الرباط والدار البيضاء.

## أعلام
- مانلي ويد ولمان
- خورخي غيرا